# Heidenkam
Heidenkam ist ein Gemeindeteil der Gemeinde Tiefenbach im südwestlichen Landkreis Landshut (Niederbayern). Das Kirchdorf liegt etwa sechs Kilometer südwestlich von Landshut zwischen den Orten Tiefenbach und Ast. Östlich des Ortes fließt der Tiefenbach vorbei.

## Geschichte
Archäologische Ausgrabungen zeigen Siedlungsspuren bereits zur Bronze- und Urnenfelderzeit.
Im Mittelalter war Heidenkam Sitz einer Hofmark. Diese wurde Anfang des 14. Jahrhunderts von der Familie Preysing erworben.
Am 1. April 1971 kam der Ort als Teil der Gemeinde Ast zur Gemeinde Tiefenbach.
Ursprünglich war Heidenkam landwirtschaftlich geprägt, wurde aber insbesondere wegen der Nähe zur Bezirkshauptstadt Landshut, der Autobahn A 92 und dem Flughafen München zu einem Wohnstandort für Pendler und südlich durch ein Siedlungsgebiet erweitert.

## Sehenswürdigkeiten
Das Ortsbild wird geprägt durch die spätromanische Kirche St. Peter, die im 12. oder 13. Jahrhundert erbaut wurde. Diese zählt zu den ältesten Kirchen im Landkreis Landshut. Außerdem befindet sich in Heidenkam ein Bodendenkmal, der inzwischen eingeebnete Burgstall einer mittelalterlichen Turmhügelburg.